# Phaeogenes mysticus
Phaeogenes mysticus är en stekelart som beskrevs av Wesmael 1855. Phaeogenes mysticus ingår i släktet Phaeogenes, och familjen brokparasitsteklar. Arten är reproducerande i Sverige.